# Pomerania (perro)
El pomerania es una raza canina perteneciente a la familia de los spitz, que recibe su nombre de la región de Pomerania Central, actualmente en la frontera entre Alemania y Polonia, y se clasifica como perro toy (juguete) por su pequeño tamaño.

## Origen

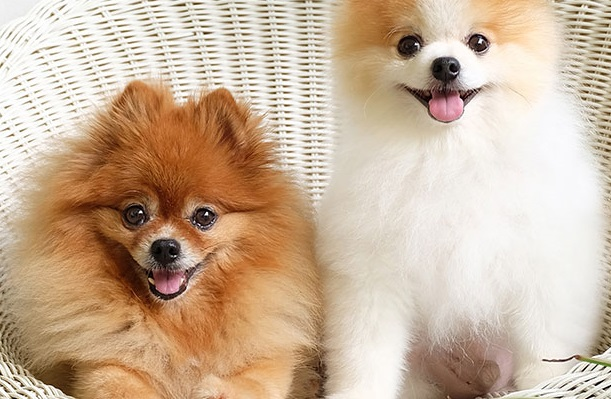
Mascotas pomerania

Los antepasados del pomerania eran perros de trineo en Islandia y Laponia, que llegaron a Europa a través de Pomerania.
La región de Pomerania, bañada al norte por el mar Báltico y limitada al oeste por la isla de Rügen y al este por el Río Vístula, ha sido ocupada por muchos pueblos: celtas, eslavos, polacos, suecos, daneses y prusianos. Su nombre procede de Pomore o Pommern, lo que significa "junto al mar", y le fue dado en tiempos de Carlomagno. Es en Pomerania donde el Spitz ganó fama como mascota y perro de labor.

## Historia
Los criadores caninos mejoraron el pelaje y adaptaron al perro a la vida urbana, pero los pomerania pesaban más de 10 kg al llegar a Inglaterra.
Se atribuye a los criadores la reducción de talla del animal y el desarrollo de su variedad de colores, siguiendo métodos de prueba y error y aplicando las teorías genéticas de Gregor Mendel. El pomerania actual es pequeño debido a la crianza selectiva, pero conserva la robustez y el pelaje típicos de los perros de climas fríos.
Fue la reina de Inglaterra Carlota de Mecklemburgo-Strelitz quien introdujo al pomerania entre la nobleza de su país, pero la raza solo alcanzó fama internacional cuando su nieta Victoria volvió de unas vacaciones en Florencia, Italia, con un pomeranio llamado Marco.
El pomerania como raza moderna no existió hasta el siglo XIX. Los perros de las reinas Carlota y Victoria eran mucho más grandes, probablemente un Spitz Alemán y un Spitz Volpino. Lo mismo puede decirse de otros propietarios históricos de pomeranos anteriores al siglo XIX.

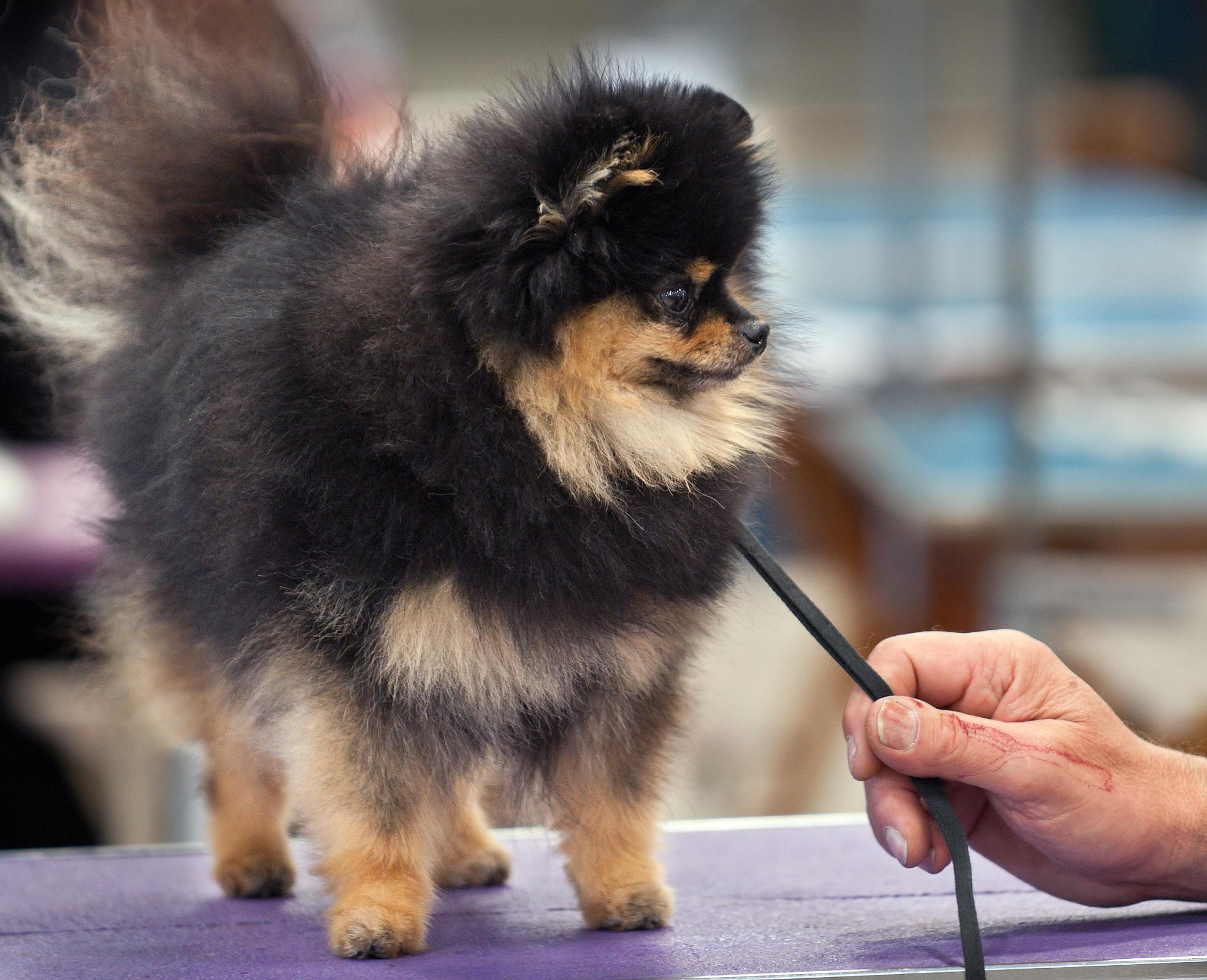
Pomerania adulto de color negro con manchas fuego.

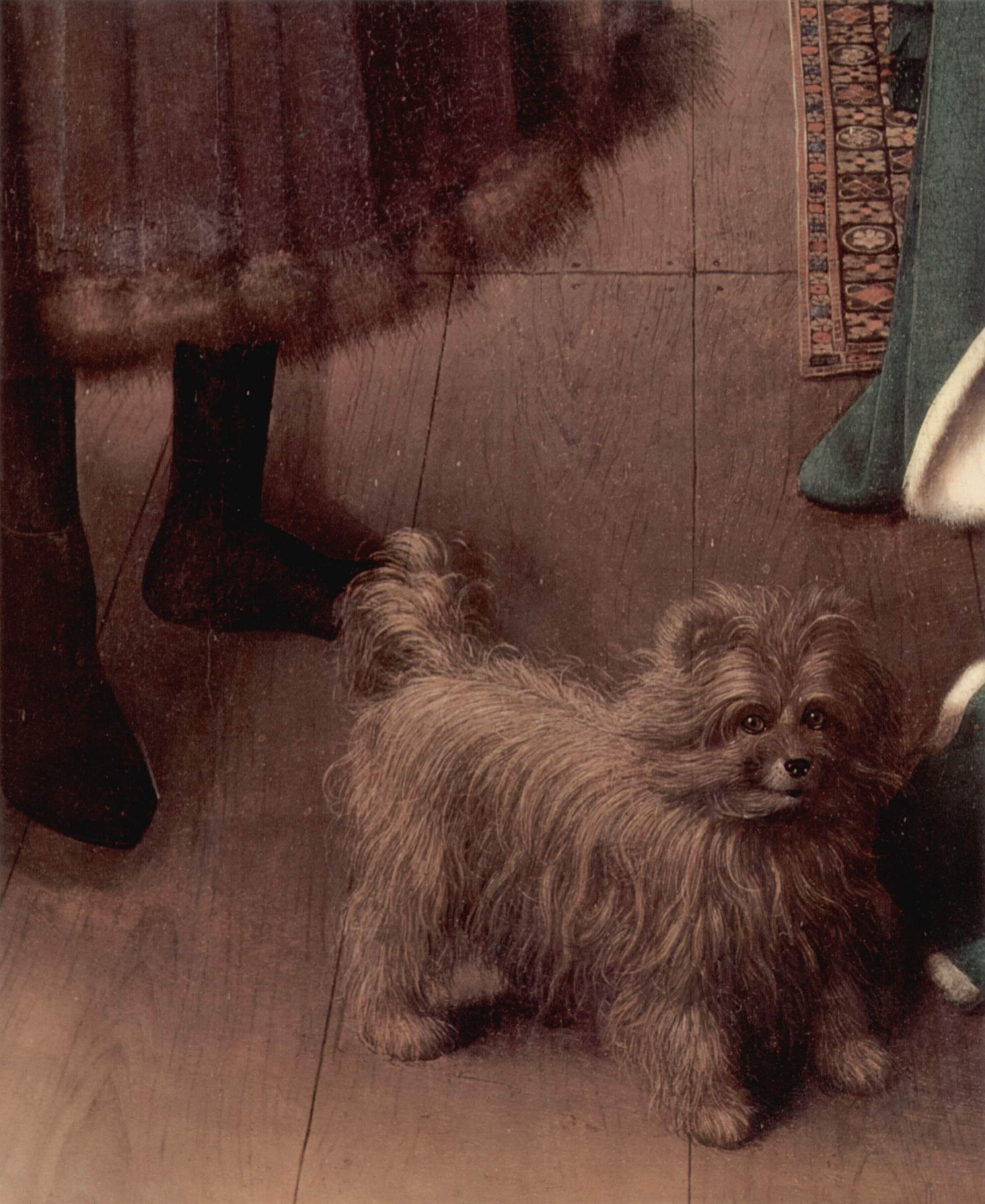
Detalle de un posible precursor del pomerania en El matrimonio Arnolfini.

Sin embargo, esta teoría puede ser discutida, ya que en la pintura del siglo XV del autor Jan Van Eyck, titulada "El matrimonio Arnolfini", existe un perro con las mismas características de un pomerania.
Los parientes más cercanos del pomerania son el Cazador de Alces Noruego, el Samoyedo, el Schipperke y toda la familia de los Spitz.
Según consta en documentos oficiales, en el hundimiento del Titanic, en la noche del 14 al 15 de abril de 1912, solo tres perros lograron ser rescatados, siendo dos de ellos de raza pomerania. Se sabe que uno de ellos se llamaba "Lady" y era propiedad de Margaret Hays, quien también se salvó.

## Características

### Aspecto físico

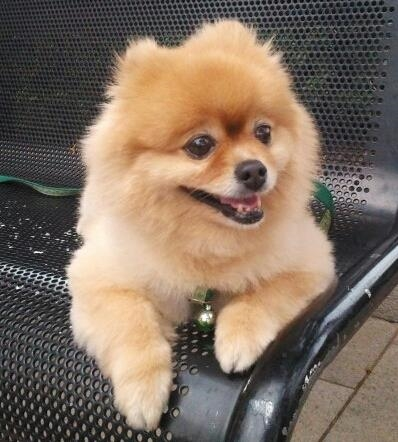
Pomerania color crema

Con un peso de 1,4 a 3,2 kg según las normas del AKC, el pomerania es la raza nórdica más pequeña.
Su cabeza tiene forma triangular, lo que le da cierto aspecto zorruno. Las orejas son pequeñas y alzadas. La cola, característica de la raza, debe curvarse sobre el lomo y portarse alta y horizontal.
El pelaje tiene dos capas, la interior, densa y suave, y la exterior, larga, lacia y más áspera. Los machos mudan una vez al año; las hembras intactas lo hacen durante el celo, tras dar a luz y en épocas de ansiedad.

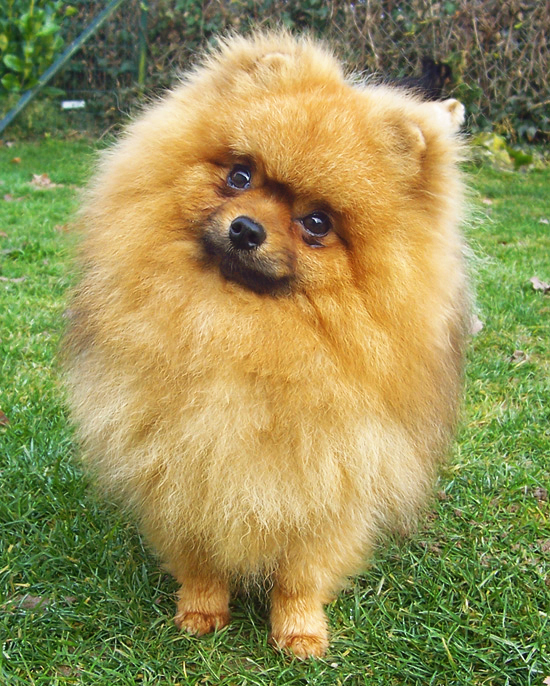
Pomerania atento.

Según uno de los estándares raciales, el pomerania debe ser equilibrado; es decir, todas las partes de su cuerpo deben ser proporcionadas. También debe tener una expresión alerta como reflejo de su temperamento, que suele hacerlos muy indicados como perros guardianes.

### Temperamento
Los pomeranias son típicamente una raza amigable, alegre, amorosa  y vivaz. Les encanta estar alrededor de sus propietarios y son conocidos por ser protectores de ellos. Están alertas y conscientes de los cambios en su medio ambiente y ladrándole a todo nuevo estímulo, lo que puede convertirse en un hábito de ladrar excesivamente en cualquier situación. Son defensivos de su territorio, y por lo tanto, van a ladrar por cualquier ruido exterior. Son extrovertidos y disfrutan cuando son el centro de atención, pero pueden llegar a ser muy agresivos y dominantes si no están bien entrenados y educados. Por lo mismo, también es muy importante socializarlo desde cachorro, ya que tampoco es raro que se muestren desconfiados en presencia de extraños.
A nivel de inteligencia el pomerania ocupó el puesto veintitrés en la clasificación de Stanley Coren acerca de La fabulosa inteligencia de los perros.
Es un perro activo, independiente, que se adapta fácilmente a la vida urbana y es excelente para el campo. No obstante, puede que no interactúe bien con niños pequeños, ya que debido a su pequeña talla puede ser lastimado con facilidad. Hay que tener en cuenta que es un perro de carácter fuerte, como todos los spitz, por lo que no tolerará maltratos por parte de los pequeños, y podría llegar a morder o mostrarse asustado e inseguro en esos casos.
Si se pretende introducir otro animal u otra mascota junto al pomerania, es mejor hacerlo cuando el animal es todavía cachorro. Se recomienda supervisar los juegos con perros de raza grande, ya que su pequeño tamaño y sus finos huesos lo hacen susceptible de sufrir graves daños con los movimientos y fuerza de un perro grande, pudiendo causarle heridas graves e incluso la muerte.

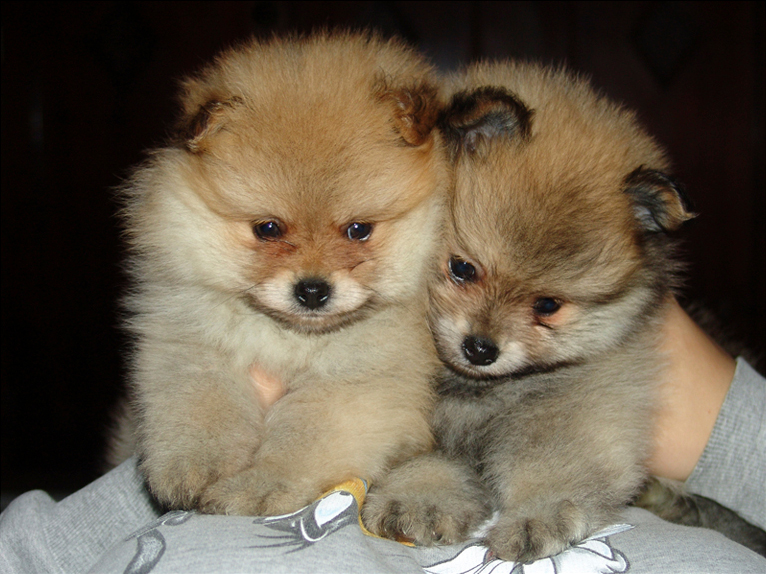
Cachorros.

## Salud
Los pomeranias son una de las razas con el tamaño de camada media más bajo, entre 1,9 y 2,7 cachorros por camada. Suelen ser una raza saludable, resistente y longeva, viviendo entre doce y dieciséis años.
Su principal problema es la luxación de rótula. También pueden padecer el síndrome de Legg-Calvé-Perthes y displasia de cadera, aunque son poco frecuentes en esta pequeña raza. Conducto arterioso persistente (una enfermedad cardíaca) y colapso de tráquea se han convertido en serios problemas para la raza. También son comunes la queratoconjuntivitis seca, los desórdenes en los conductos lacrimales y las cataratas, que pueden aparecer en adultos mayores y llevar a la ceguera.
Son frecuentes las enfermedades de la piel, especialmente las alergias (que suelen producir eczema húmedo o dermatitis húmeda aguda) y displasia folicular. Otros problemas incluyen hipotiroidismo, epilepsia e hipoglucemia. Ocasionalmente, puede darse hidrocefalia en los cachorros.

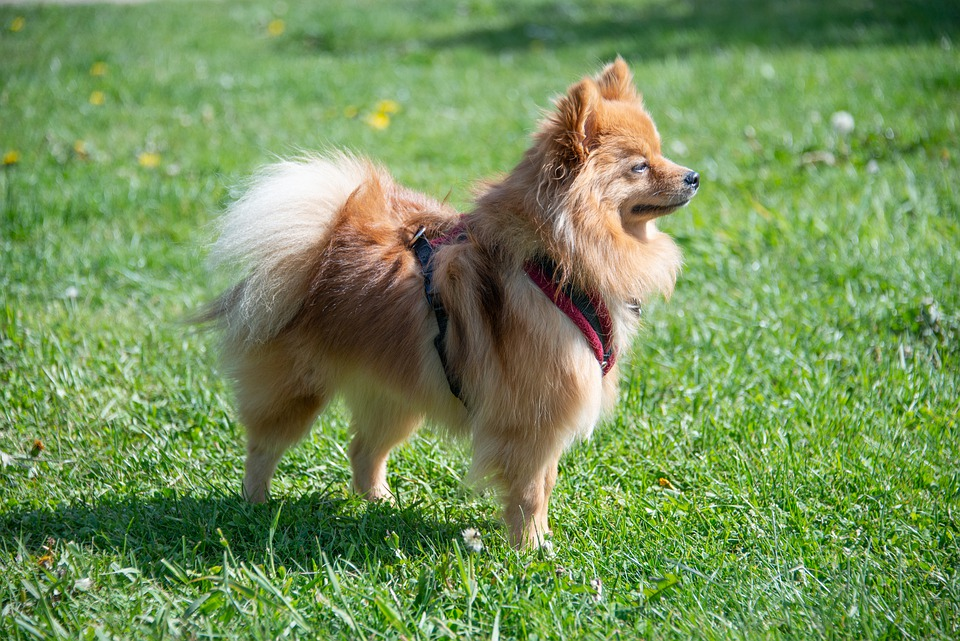
Perro raza Pomerania posando

Existe otro problema de salud muy conocido en la raza, es el denominado "Black Skin Disease" o BSD y su traducción al español, "Enfermedad de la piel negra"; o también conocida como alopecia X: la alopecia es un término para designar la pérdida del pelaje y la X significa que la causa de la pérdida del pelaje es desconocida. Todas las razas de Pomerania tienen el gen que causa esta enfermedad, y como resultado, la BSD se diagnostica por exclusión solo después de eliminar otras causas posibles, como infecciones fúngicas, disfunción tiroidea o suprarrenal, parásitos de la piel y otros. La pérdida del pelaje generalmente comienza alrededor de la cola, donde el pelaje de la cola de Pomerania comienza a adelgazar. En otras ocasiones, la capa del cuerpo pierde algo de su color, volviéndose seca, gruesa o lanuda, incluso agrupándose.
Algunos problemas de salud pueden desarrollarse como consecuencia de la falta de higiene, y limpieza de los oídos y los ojos. Con la debida atención rutinaria, estos problemas se pueden evitar. Como la mayoría de las razas "toy", son propensos a desarrollar caries temprana, por lo que se recomienda cepillarle los dientes semanalmente, y mantenerlo bajo una dieta saludable (muy pocas golosinas y huesos para roer), así presentarán pocos problemas dentales.

## Clasificación
Los Pomerania no son clasificados según su tipo de pelaje. Es la forma de su cara, oreja y patas lo que los clasifica. Existen tres tipos en realidad: 
1. Cara de oso: Son aquellos que tienen cara pequeña, sus orejas se encuentra prácticamente cubiertas por su pelaje y su nariz es muy corta.
2. Cara de zorro: Tienen la nariz alargada las orejas son un poco más levantas y visibles, y tienen la cara más despejada de pelaje. Este es el estándar de Pomerania reconocido por las asociaciones como la AKC.
3. Cara de muñeca: Su cara esta completamente llena de pelos y a pesar de que sus orejas son visibles son más pequeñas que las de tipo zorro. De todos es el que tiene la nariz más pequeña.